# Jaszkotle

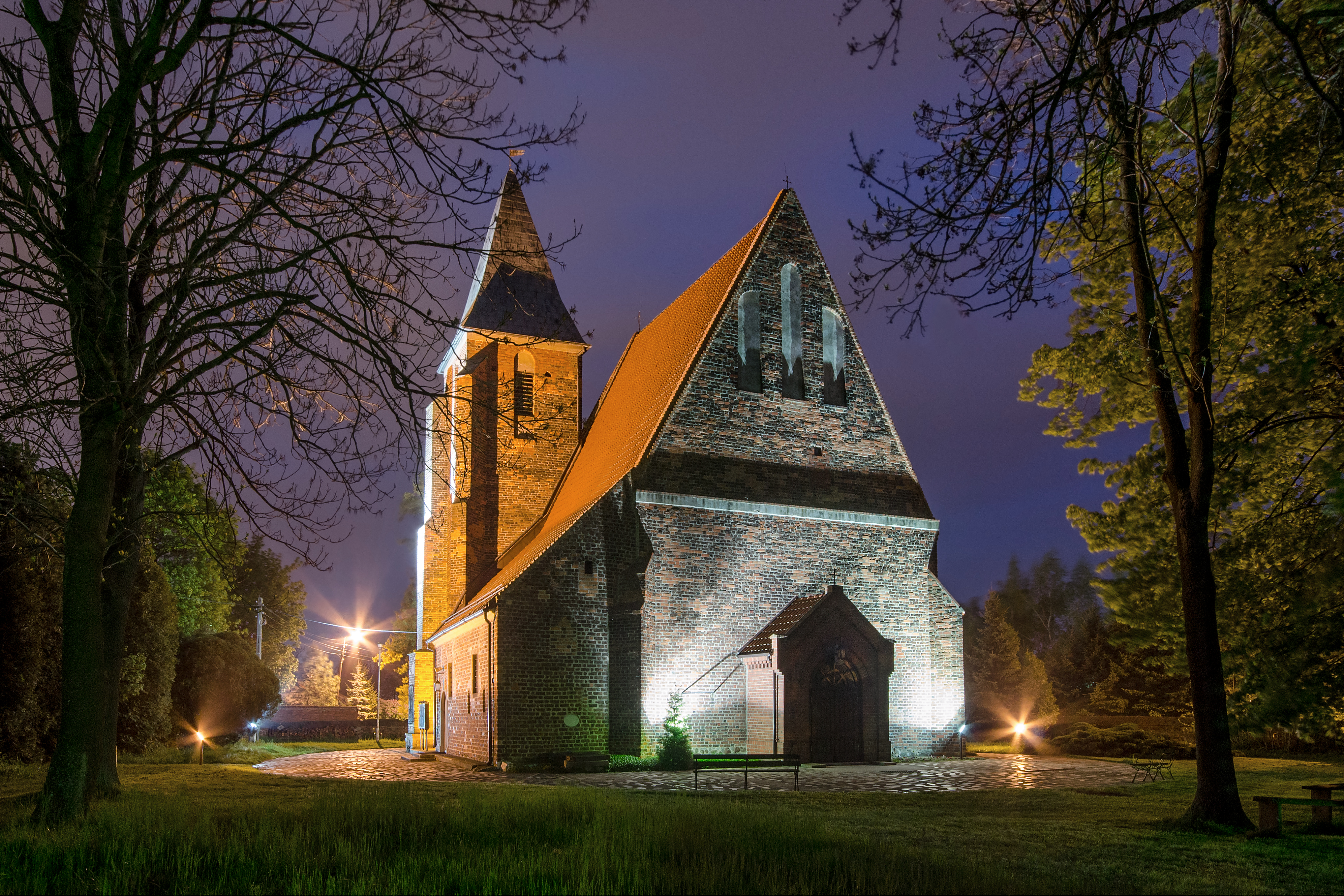
Kościół Wniebowstąpienia Pana Jezusa w Jaszkotlu

Jaszkotle (niem. Jäschgüttel) – wieś położona w Polsce, w województwie dolnośląskim, w powiecie wrocławskim, w gminie Kąty Wrocławskie.
Na koniec 2017 r. Jaszkotle liczyły 124 mieszkańców.

## Nazwa
Miejscowość wzmiankowana w dokumentach po raz pierwszy w 1155 r. jako Iascotele. W księdze łacińskiej Liber fundationis episcopatus Vratislaviensis (pol. Księga uposażeń biskupstwa wrocławskiego) spisanej za czasów biskupa Henryka z Wierzbna w latach 1295–1305 miejscowość wymieniona jest w zlatynizownej formie villa Jescocel oraz Jescoczil. Nazwę miejscowości w zlatynizowanej formie "Yeskotel" wymienia spisany ok. 1300 roku średniowieczny łaciński utwór opisujący żywot świętej Jadwigi Vita Sanctae Hedwigis.
Później występuje do XVI w. jako Iascorle (1245), Jascotel (1309), Jescotil (1314), Jeskutil (1318, 1350), Jeschoczel (1335), Jescotel (1350), Jeschkittel (1485). Przed II wojną światową niemiecka nazwa Jäschgüttel.

## Historia
W XII-XIII w. należała do posiadłości biskupstwa wrocławskiego. W 1293 r. zakupiona od biskupa Jana Romki przez wrocławskiego mieszczanina Heydenricusa de Mulnheim i lokowana na prawie niemieckim. Co najmniej od tegoż roku okoliczne ziemie były własnością alodialną rodziny Reste von der Wede. W latach 1339–1354 majątek poświadczony jako własność mieszczanina wrocławskiego Konrada Uhlenbrucha, a w latach 1354-1362 innego mieszczanina z Wrocławia Sidelinusa Scheitlera. Później, do 1810 r., folwark należał do katedry wrocławskiej.
W latach 1975–1998 miejscowość należała administracyjnie do województwa wrocławskiego.
Do 2024 r. miejscowość była przysiółkiem wsi Gądów.

## Zabytki
Do wojewódzkiego rejestru zabytków wpisane są:
- kościół parafialny Wniebowstąpienia Pana Jezusa. Pierwszy kościół we wsi poświadczony od 1309 r. Obecny, został wzniesiony w 1473 r. - XV w. (data 1473 i znak kamieniarski na zworniku w prezbiterium), a rozbudowany na początku XVI w. W 1573 r. został przejęty przez protestantów, a w 1653 r. ponownie przez katolików. Kościół ma charakter gotycki, położony jest na warownym cmentarzu. Murowany z cegły, orientowany
- mur obronny cmentarza, z pierwszej poł. XVIII w., 1893 r.
- toskańska kolumna morowa z 1668 r. przed murem cmentarza kościelnego[11].